# Coingt
Coingt é uma comuna francesa na região administrativa de Altos da França, no departamento de Aisne. Estende-se por uma área de 7,31 km². Em 2010 a comuna tinha 69 habitantes (densidade: 9,4 hab./km²).